# 大头弓背蚁
大头弓背蚁（学名：Camponotus largiceps）是弓背蚁属之下的一个种，属于Tanaemyrmex亞屬 。首次由吴坚和王常禄于1989年描述。

## 形态描述

### 大型工蚁
体长10.6-15mm。头和后腹部褐黑色，头后部多少带红色；触角鞭节、并腹胸、结节和足红色至褐红色；腹节后缘具一浅黄色窄带。身体毛被短而稀；并腹胸背面及后腹部第二节背板毛均少于10根；后腹末端毛较多，且长。柔毛被十分稀疏。刻点细密，头和并腹胸略显光亮，后腹更亮，足腿节及胫节具纵刻槽。头较大，三角形，后头缘直；触角柄节达不到后头缘；唇基宽，仅中部有一段脊，中叶突出，前缘平；上颚具6钝齿。并腹胸背面弓形；并胸腹节背板斜而较陡，基面长于斜而。结节薄，前面略凸，后而平，顶端宽且中央略凹。后腹部短而宽。

### 中型工蚁
体长7.9-9.5mm。头，并腹胸及触角柄节褐红色至红色，后腹部黑褐色至红褐色，鞭节和足黄红色至红色，上颚黑红色。身休较短小；头大，后头缘直；触角柄节约1/3长超出后头缘约；上颚5-6齿；结节较厚。其余特征同大型工蚁。

### 小型工蚁
体长4-7.6mm。体褐红色，足胫、附节和触角鞭节黄红色，上颚齿黑色。头两侧缘平行或向后部略变窄，后头缘略凸；触角柄节约1/3长超出后头缘；上颚5-6齿；结节较厚。其余同大型工蚁。

### 雌蚁
体长11-15mm。体色较工蚁略深。具翅两对， 胸部发达厚实， 侧面观不形成规则弓形， 前胸背板竖式， 中胸背板宽阔圆凸。腹部呈长卵形。

## 栖息及习性
依照现有的资料来看，给物种仅分布于古北界的中国大陆，为中国大陆的独有物种，分布于中国大陆的河南（栾川）、湖南及安徽。 模式产地为湖南省的浏阳县。
该物种为日行性昆虫。

### 婚飞
婚飞时间根据温度及湿度而变化，主要集中在以下月份：
|     |     |     |     | X   | X   | X   |     |     |      |      |      |
| 1月 | 2月 | 3月 | 4月 | 5月 | 6月 | 7月 | 8月 | 9月 | 10月 | 11月 | 12月 |